# Die Jacksons – Ein amerikanischer Traum
Die Jacksons – Ein amerikanischer Traum ist eine im Jahr 1992 produzierte zweiteilige Filmbiografie, die zwar von den frühen Jahren im Leben des späteren King of Pop, Michael Jackson, erzählt, aber auch den übrigen Mitgliedern der Familie Jackson und der Jackson Five gebührend Tribut und Anerkennung zollt. Die Handlung basiert auf der gleichnamigen Familienbiografie, die von Katherine Jackson geschrieben wurde.

## Handlung
Joseph Jackson lernt im Jahr 1945 in Chicago (Illinois) Katherine Scruse kennen, in die er sich verliebt und sie auch heiratet. Das Paar zieht kurz darauf nach Gary (Indiana). Die beiden gründen eine Familie und bekommen zehn Kinder. Beruflich geht es Joe Jackson zunächst nicht gut. Er verliert oft seine Jobs, so zuletzt als Arbeiter in einer Stahlfabrik. Doch er gibt nicht auf. Er möchte, dass es seinen Kindern eines Tages besser geht als ihm, und so werden fünf seiner Söhne zu einer Musikgruppe zusammengeführt, die sich künftig The Jackson Five nennen. Zunächst treten sie nur auf kleineren Festivals auf und haben eines Tages einen Auftritt im Apollo Theatre in New York City. Dieser wird zum vollen Erfolg, so dass Berry Gordy, Chefproduzent der Plattenfirma Motown, auf die Gruppe aufmerksam wird und sie sofort unter Vertrag nimmt. Eine steile Karriere beginnt für die fünf Jungs, obwohl dies bedeutet, dass sie von ihrem Vater Joe gefordert und bis an die Grenzen getrieben werden. Doch im Lauf der Zeit entwickelt sich die Gruppe auseinander. Tito und Jermaine heiraten, und selbst Michael Jackson, der eigentliche Star der Truppe, beginnt mit Titeln wie Billie Jean und dem Album Thriller eigene Musik zu komponieren und zu singen. Auch von Schicksalsschlägen wird die Familie nicht verschont – so muss Katherine Jackson erfahren, dass ihr Mann sie betrügt. Auch verletzt sich Michael bei einem Auftritt durch ein pyrotechnisches Feuerwerk an den Haaren. Doch trotz aller Widrigkeiten reüssiert Michael am Schluss, so dass der Amerikanische Traum wahr wird und es eine afroamerikanische Familie mit Sklaven als Vorfahren schafft, berühmt zu werden.

## Hintergrundinformationen
Obwohl der Film zum Teil mit Originalkostümen und -requisiten gedreht wurde, und auch die Familie Jackson als Berater fungierten, sind dennoch einige Fehler im Drehbuch enthalten. So wird in einem Insert das Geburtsjahr Michael Jacksons mit 1959 angegeben – korrekt wäre 1958. Auch lautete der Titel der ersten von den Jackson Five veröffentlichte Single Big Boy und nicht, wie im Film gezeigt, Kansas City.
Gedreht wurde der Film in Pittsburgh und Los Angeles. US-Premiere war am 15. November 1992.
Produziert wurde der Film von Jermaine Jackson, dem Bruder des im Juni 2009 verstorbenen Popstars Michael Jackson. Dieser wird im Film von seinem damals 17-jährigen Sohn Jermaine Jackson II verkörpert.
Der erwachsene Michael Jackson wird im Film von Wylie Draper verkörpert, einem Schauspieler, der dem realen King of Pop sehr ähnlich sah. Draper starb nur ein Jahr nach den Dreharbeiten, im Dezember 1993, im Alter von 24 Jahren an Leukämie.
Im englischen Original hat der Film eine Länge von 240 Minuten (4 Stunden). Im Deutschen hat der Film eine Länge von 186 Minuten.

## Filmpreise

### Auszeichnungen
- Emmy, für die Beste Choreographie
- Young Artist Award, für die Beste Jugendliche Hauptrolle: Alex Burrall und Jason Weaver

### Nominierungen
- Emmy, für das Beste Haarstyling
- Emmy, für die Beste Miniserie
- Emmy, für den Besten Ton
- Image Award, für den Besten Hauptdarsteller: Lawrence Hilton-Jacobs
- Young Artist Award, für den Besten Jugendlichen Hauptdarsteller: Bumper Robinson